# Simulium podostemi
Simulium podostemi es una especie de insecto del género Simulium, familia Simuliidae, orden Diptera.
Fue descrita científicamente por Snoddy, 1971.